# Caddella spatulipilis
Caddella spatulipilis − gatunek kosarza z podrzędu Eupnoi i rodziny Caddidae.

## Podgatunki
Wyróżniono dwa podgatunki:
- Caddella spatulipilis caledonica Lawrence, 1934
- Caddella spatulipilis spatulipilis Lawrence, 1934

## Występowanie
Gatunek jest endemiczny dla Republiki Południowej Afryki.